# Eline Cremers
Jkvr. Eline Françoise Canter Cremers-van der Does (geboren 10. November 1896 in Maassluis; gestorben 25. September 1996 in  Den Haag) war eine niederländische Bildhauerin, Malerin, Illustratorin und Dozentin. Sie wirkte unter dem Namen Eline Cremers.

## Leben
Wline van der Does wurde am 19. November 1896 in Maassluis geboren. Sie war die Tochter von Jhr. Reinier Willem van der Does (1868–1954), Direktor der Gasfabrik in Oosterbeek, und Martijntje Jacoba Johanna van Dissel (1863–1944). Am 15. April 1922 heiratete sie den Händler Adriaan Constant Canter Cremers aus Harlingen. von dem sie sich drei Jahre später trennte. Cremers erhielt Bildhauerunterricht bei August Falise und lernte Malerei am Kunstoefening in Arnhem bei Jacob Hendrik Geerlings. Von 1916 bis 1918 studierte sie an der Rijksakademie van beeldende kunsten in Amsterdam bei Jan Bronner. Sie fertigte Porträts, Landschaften und Stillleben an.
Nach ihrer Hochzeit wirkte sie unter dem Namen Eline Cremers und war Mitglied der Künstlervereinigungen Pulchri Studio und Schilderessenvereniging ODIS in Den Haag.
Als Bildhauerin fertigte sie Fassadensteine für Häuser in Den Haag und Wassenaar, Fassadendekorationen für die Rotterdamsche Bank in Gouda sowie Keramikreliefs und Fassadenstatuen der vier Jahreszeiten für das Landhaus Rust en Vreugd in Wassenaar an. Die Bank und das Landhaus stehen unter Denkmalschutz. Von 1933 bis 1961 unterrichtete Cremers Zeichnen und Textilgeschichte an der Koninklijke Academie van Beeldende Kunsten in Den Haag.
Eline Cremers starb kurz vor ihrem 100. Geburtstag am 25. September 1996 in Den Haag.

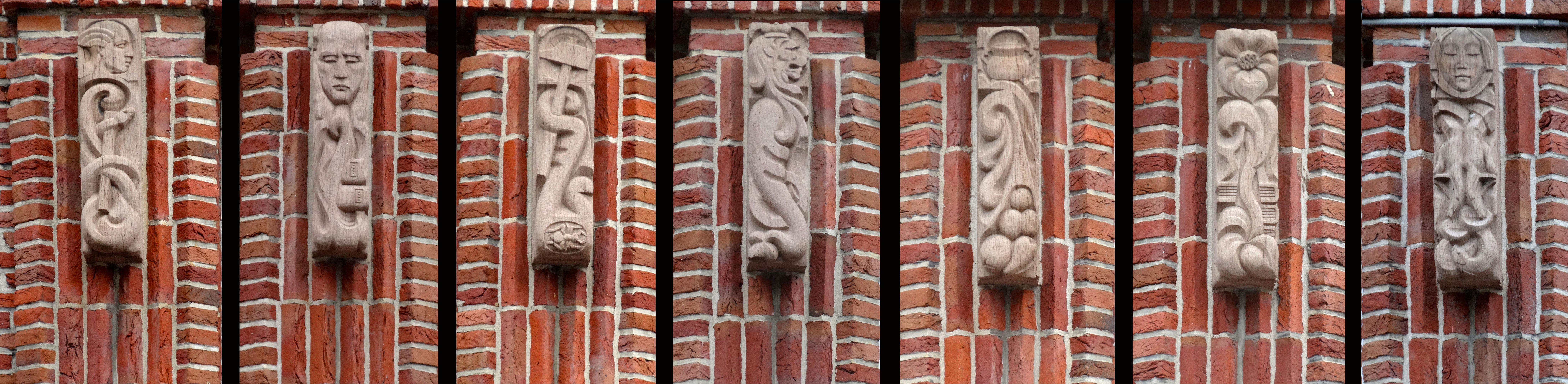
Werke an der Fassade der Rotterdamsche Bank
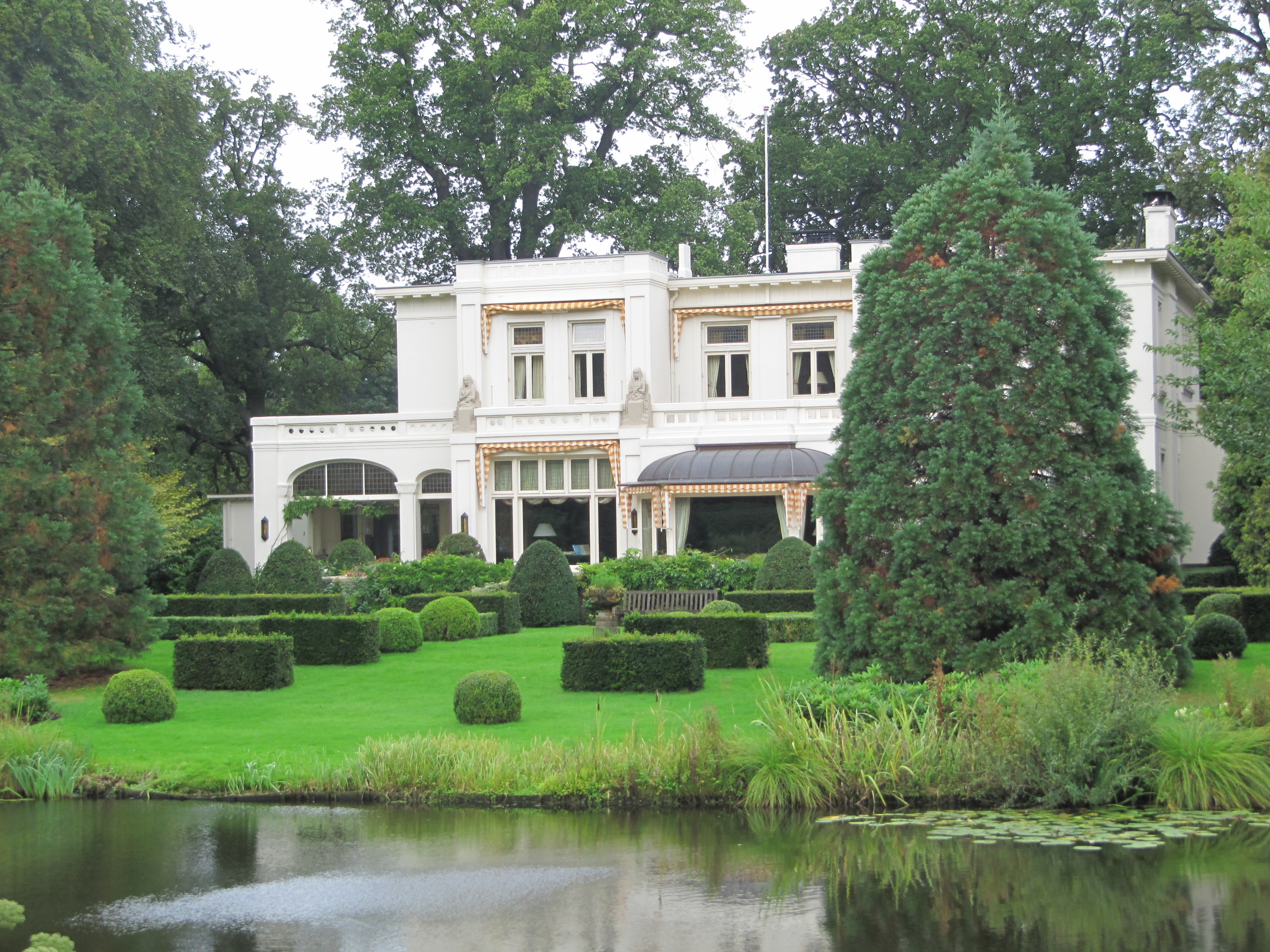
Rust en Vregd, mit Werken von Cremers